# هيني تو وينوا
هيني تو وينوا (بالإنجليزية: Hine - Tu - Whenua)‏ ربة الريح اللطيفة (بولينيزيا) تنفخ بلطف في أشرعة البحارة، فتدفعهم إلى مصيرهم.